# Bazmaghbyur
Bazmaghbyur (en armenio: Բազմաղբյուր, hasta 1949, Takiya y Takia; en ruso: Bazmakhpyur) es una comunidad rural de la provincia de Aragatsotn en Armenia.
En 2009 tenía 1079 habitantes.
Entre los monumentos de la localidad destacan su iglesia del siglo XIX, una capilla de los siglos XII-XIII y los restos de una antigua fortaleza.
Se ubica en la periferia noroccidental de la capital provincial Ashtarak.